# Exèrcit d'Alliberament Negre
L'Exèrcit d'Alliberament Negre (EAN) (en anglès: Black Liberation Army, BLA) va ser una organització armada d'ideologia marxista i nacionalista negre, que va actuar en els Estats Units des de 1971 fins a 1981.
El BLA estava format majoritàriament per ex-membres de les Panteres Negres. El grup seguia el camí de la lluita armada. Amb aquesta finalitat van realitzar una sèrie d'atemptats amb bombes, assassinats, robatoris, i fugides de presons. El grup en gran part es va crear com una reacció a la persecució i a la infiltració del Partit de les Panteres Negres per part del FBI i el seu programa COINTELPRO.
Uns altres ex-membres dels Black Panthers es queixaven d'un cert reformisme a l'organització. El final de l'organització es va donar després de diverses detencions i morts en combat. L'activista afroamericana Assata Shakur, va demanar asil polític al govern cubà. Altres membres famosos són Ashanti Alston i Kuwesi Balagoon, els quals després de la desaparició de l'organització es van unir a les files de l'anarquisme. Balagoon va morir en 1986 per causes relacionades amb el virus del VIH i el SIDA. Alston actualment treballa en organitzacions comunitàries i dona xerrades sobre anarquisme negre.